# Berglern
Berglern ist eine Gemeinde im oberbayerischen Landkreis Erding und Mitglied der Verwaltungsgemeinschaft Wartenberg.

## Geografie

### Lage
Berglern liegt in der Region München mitten im Erdinger Moos, etwa auf halber Strecke zwischen den Städten Moosburg an der Isar (11 km) und Erding (9 km). Zum Flughafen München sind es 12 km.

### Gemeindegliederung
Es gibt die vier Gemeindeteile (in Klammern ist der Siedlungstyp angegeben):
- Berglern (Pfarrdorf),
- Glaslern (Dorf),
- Mitterlern (Dorf),
- Niederlern (Kirchdorf)

Sie liegen alle in der Gemarkung Berglern.

### Nachbargemeinden
Die Nachbargemeinden (im Uhrzeigersinn) sind: Langenpreising, Wartenberg (Oberbayern), Fraunberg, Erding und Eitting, alle im Landkreis Erding, sowie Langenbach (Oberbayern) im Landkreis Freising.

### Gewässer
Zwischen den Gemeindeteilen Mitterlern und Berglern fließt der Mittlere-Isar-Kanal.

## Geschichte
Das 1952 östlich der Pfarrkirche St. Peter und Paul aufgefundene Urnengräberfeld deutet auf eine frühe Besiedelung hin. Die erste urkundliche Erwähnung erfolgte mit einem Grundstückstausch zwischen Bischof Atto von Freising (783–793) und Hungis „in loco qui dicitur Hiera“. Die 1281 ausgestorbenen Grafen von Moosburg hatten in Berglern die Grundherrschaft, den Zehent und die Kirchenvogtei. Ihre Nachfolger waren die Wittelsbacher.
Die Pfarrkirche St. Peter und Paul wurde von dem Erdinger Baumeister Johann Baptist Lethner Mitte des 18. Jahrhunderts erbaut. Die Filialkirche St. Andreas in Niederlern wurde 1698 geweiht. Berglern gehörte vor 1800 zum Rentamt Landshut und zum Landgericht Erding des Kurfürstentums Bayern. 
1818 entstand mit dem bayerischen Gemeindeedikt die  politische Gemeinde. Entlang des Mittlere-Isar-Kanals verlief bis 1967 die zu dessen Bau errichtete Bahnstrecke Altenerding–Pfrombach.

### Einwohnerentwicklung
Gemäß Bayerischem Landesamt für Statistik  haben sich die Einwohnerzahlen wie folgt entwickelt:
| Stand | Einwohner |
| ----- | --------- |
| 1939  | 768       |
| 1950  | 1069      |
| 1960  | 1036      |
| 1970  | 1014      |
| 1980  | 1127      |
| 1990  | 1309      |
| 1995  | 1660      |

| Stand | Einwohner |
| ----- | --------- |
| 2000  | 2198      |
| 2005  | 2406      |
| 2006  | 2472      |
| 2007  | 2515      |
| 2008  | 2539      |
| 2009  | 2564      |
| 2010  | 2568      |

| Stand | Einwohner |
| ----- | --------- |
| 2011  | 2562      |
| 2012  | 2626      |
| 2013  | 2672      |
| 2014  | 2717      |
| 2015  | 2711      |
| 2016  | 2815      |
| 2019  | 2982      |

Seit 1972, dem Jahr der Gemeindereform, hat sich die Einwohnerzahl bis 2016 um 1774 erhöht. Das entspricht einem Wachstum von 170,41 Prozent. In den letzten zehn (fünf) Jahren nahm die Einwohnerzahl 11,93 (7,2) Prozent zu.
Zwischen 1988 und 2018 wuchs die Gemeinde von 1227 auf 2951 um 1724 Einwohner bzw. um 140,5 Prozent, den höchsten prozentualen Zuwachs im Landkreis und vierthöchster Wert in Bayern im genannten Zeitraum.

## Politik

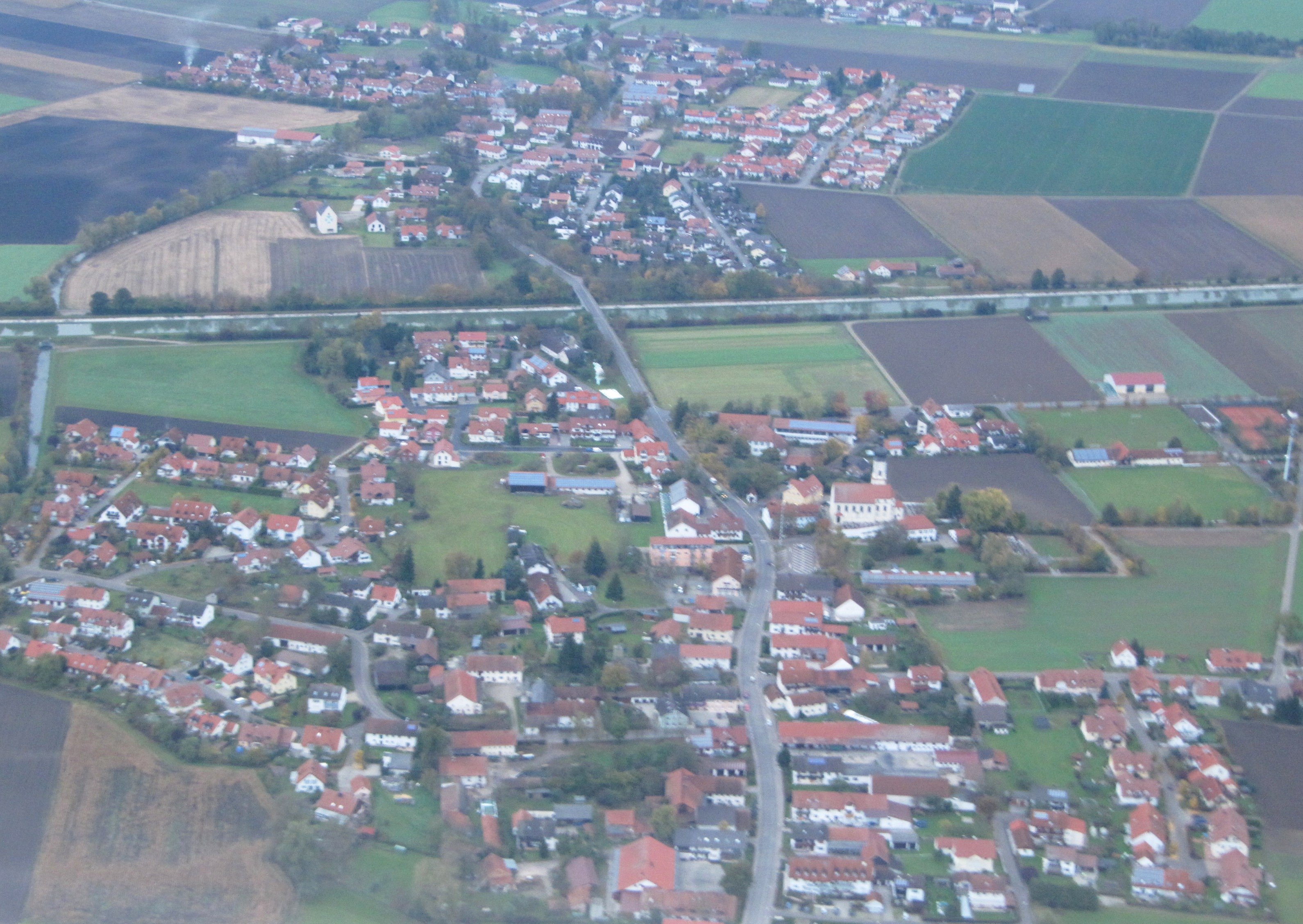
Berglern und Mitterlern

### Gemeinderat
Der Gemeinderat besteht aus 14 Mitgliedern:
- FWG 5 Sitze
- BBL 5 Sitze
- PuB 3 Sitze
- BNW 1 Sitz

Hinzu kommt der Bürgermeister.

### Bürgermeister
Ehrenamtlicher Erster Bürgermeister ist Anton Scherer (Berglerner Bürgerliste). Er ist seit 1. Mai 2020 im Amt. Bei der Bürgermeisterwahl 2020 wurde er im ersten Wahlgang mit einem Stimmenanteil von 72,8 Prozent gewählt. Sein Vorgänger war Simon Oberhofer (Freie Wähler).

### Wappen und Flagge
Das Wappen der Gemeinde wurde am 4. September 1962 mit folgender Blasonierung festgelegt: „Geteilt von Rot und Silber; oben eine silberne heraldische Rose, unten ein grüner Dreiberg.“
Neben dem Wappen führt die Gemeinde eine Flagge mit den Farben Rot-Weiß-Grün, belegt mit dem Gemeindewappen.

### Gemeindefinanzen
Die Gemeindesteuereinnahmen betrugen im Jahr 1999 umgerechnet 742.000 Euro, davon waren umgerechnet 196.000 Euro (netto) Gewerbesteuereinnahmen. Der Haushalt 2019 der Gemeinde umfasste 6.059.445,99 Euro im Verwaltungshaushalt und 1.189.266,68 Euro im Vermögenshaushalt.

## Kultur und Sehenswürdigkeiten

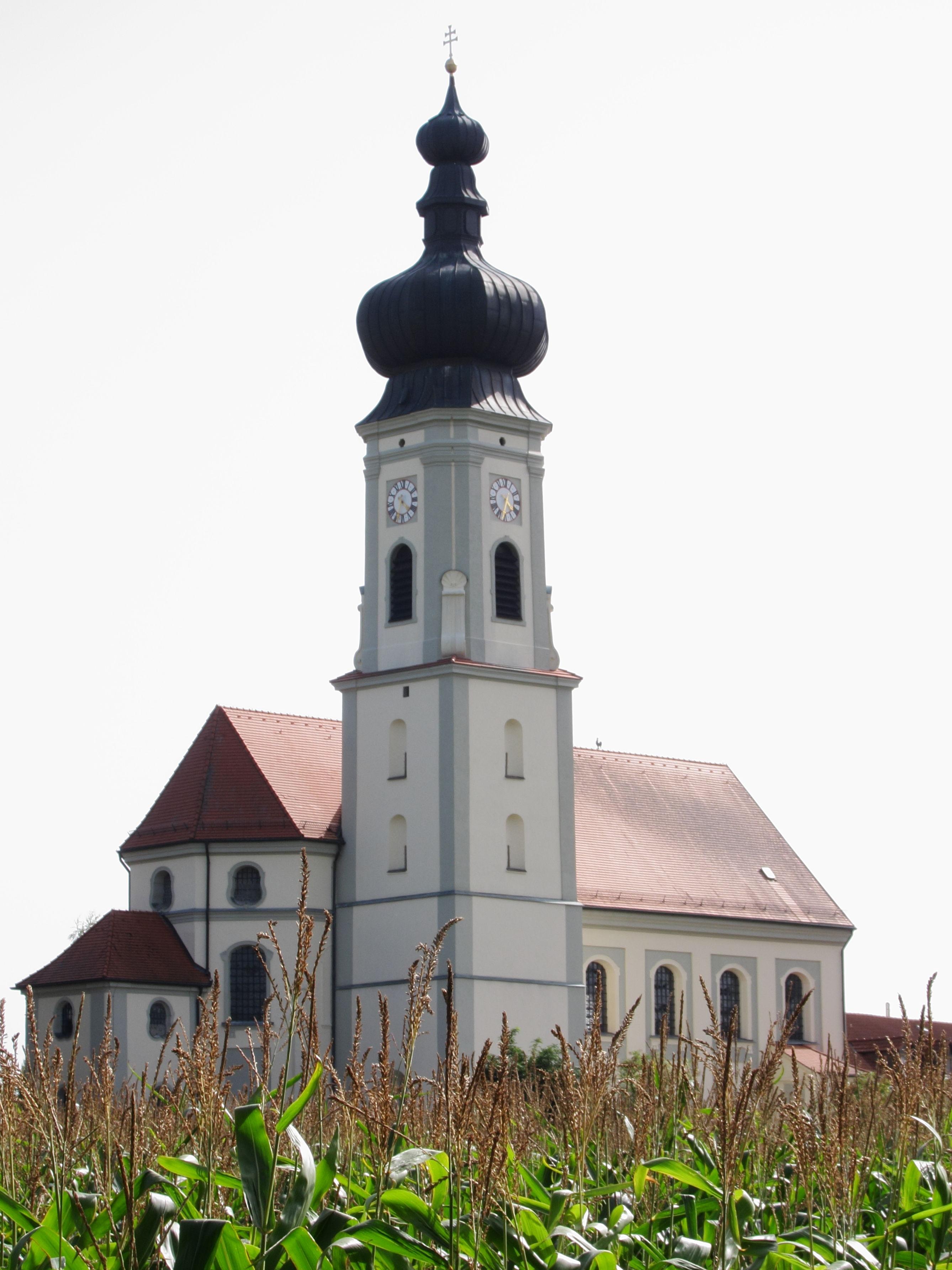
St. Peter und Paul in Berglern

### Naturdenkmäler
Nordwestlich von Niederlern befindet sich das Naturschutzgebiet Viehlaßmoos; der östliche Teil  liegt auf Gemeindegebiet, der westliche gehört zur Gemeinde Eitting.

### Baudenkmäler
- Katholische Pfarrkirche St. Peter und Paul in Berglern: stattlicher Saalbau, Chor und Turm im Kern spätgotisch, Langhausneubau 1734/35, Chor und Turmerhöhung von Johann Baptist Lethner 1778,
- katholische Filialkirche St. Andreas in Niederlern: erbaut 1678 von Hans Kogler, über mittelalterlichem Kern

## Wirtschaft und Infrastruktur

### Industrie, Handel und Gewerbe
1998 gab es nach der amtlichen Statistik im produzierenden Gewerbe 109 und im Bereich Handel und Verkehr keine sozialversicherungspflichtig Beschäftigten am Arbeitsort. In sonstigen Wirtschaftsbereichen waren am Arbeitsort 13 Personen sozialversicherungspflichtig beschäftigt. Sozialversicherungspflichtig Beschäftigte am Wohnort gab es insgesamt 787. Im verarbeitenden Gewerbe gab es vier, im Bauhauptgewerbe fünf Betriebe.
2019 gab es nach der amtlichen Statistik 281 sozialversicherungspflichtig Beschäftigten am Arbeitsort. Sozialversicherungspflichtig Beschäftigte am Wohnort gab es insgesamt 1579. Im verarbeitenden Gewerbe gab es drei, im Bauhauptgewerbe fünf Betriebe.

### Land- und Forstwirtschaft
Die landwirtschaftlich genutzte Fläche betrug 1999 1720 ha, davon waren 1538 ha Ackerfläche. Im Jahr 1999 gab es noch 57 landwirtschaftliche Betriebe, deren Zahl gung bis 2010 auf 39 und 2016 auf 36 zurück.
| Betriebsgröße in ha | Anzahl der Betriebe | Anzahl der Betriebe | Anzahl der Betriebe |
| Betriebsgröße in ha | 1999                | 2010                | 2016                |
| ------------------- | ------------------- | ------------------- | ------------------- |
| unter 5             | 8                   | 2                   | 1                   |
| 5 bis unter 10      | 4                   | 3                   | 2                   |
| 10 bis unter 20     | 18                  | 8                   | 12                  |
| 20 bis unter 50     | 15                  | 11                  | 7                   |
| 50 oder mehr        | 12                  | 15                  | 14                  |
| Gesamt              | 57                  | 39                  | 36                  |

### Verkehr
Berglern befindet sich in einer Einflugschneise des Flughafens München. Durch die geplante dritte Start- und Landebahn wäre Berglern betroffen; bei Westwind würden, von Osten kommend, täglich 437 Landeanflüge über das Zentrum von Berglern führen.
Früher führte die Bahnstrecke Altenerding–Pfrombach durch Berglern.

### Bildung
Im Jahr 2015 gab es folgende Einrichtungen:
- 2 Kindertageseinrichtungen mit 258 Plätzen und 153 Kindern (gegenüber 2014 wurden 84 Plätze zusätzlich geschaffen),
- 1 Volksschulen mit sechs Lehrern und 103 Schülern